# Bolesław Gzik
Bolesław Gzik (ur. 1 września 1953 w Rataju Ordynackim) – polski samorządowiec i emerytowany wojskowy, w latach 2002–2006 starosta janowski, w latach 2020–2023 wicewojewoda lubelski.

## Życiorys
W 1984 ukończył studia na Wydziale Wojsk Lądowych Akademii Sztabu Generalnego, kształcił się podyplomowo w zakresie ochrony i kształtowania środowiska naturalnego na Akademii Rolniczej w Lublinie. Służył w Wojsku Polskim (zarówno ludowym, jak i w Siłach Zbrojnych RP), dochodząc do stopnia pułkownika. Pracował w Wojewódzkim Sztabie Wojskowym w Lublinie, kierował Wojewódzkim Inspektoratem Obrony Cywilnej oraz wydziałem zarządzania kryzysowego w Urzędzie Wojewódzkim w Lublinie. W 2001 po odejściu na emeryturę został naczelnikiem wydziału w janowskim starostwie powiatowym. Podjął pracę jako nauczyciel przedmiotów obronnych w Zespole Szkół w Janowie Lubelskim, został także prezesem stowarzyszenia „Legion” w Godziszowie.
Związał się z lokalnym samorządem, był m.in. doradcą wójta gminy Godziszów i pełnomocnikiem starosty janowskiego. W 2002 wybrany do rady powiatu janowskiego z listy KWW „Przymierze”, w latach 2002–2006 pozostawał jego starostą. W 2006 uzyskał reelekcję z listy KWW Strażak – Powiat Janowski. W 2010 nie został ponownie wybrany. Należał potem do partii Polska Jest Najważniejsza, z listy której w 2011 kandydował do Sejmu. 27 maja 2020 z rekomendacji Solidarnej Polski powołano go na nowo utworzone stanowisko drugiego wicewojewody lubelskiego. Zaangażował się następnie w działalność tej partii (przemianowanej w maju 2023 na Suwerenną Polskę). W grudniu 2023 zakończył pełnienie funkcji wicewojewody. W 2024 bez powodzenia kandydował do sejmiku lubelskiego.
Odznaczony Brązowym Krzyżem Zasługi (1997).